# Macrochisma producta
Macrochisma producta là một loài ốc biển, là động vật thân mềm chân bụng sống ở biển thuộc họ Fissurellidae.

## Phân bố
M. producta is đặc hữu của the Antilles.